# Eugenia pachystachya
Eugenia pachystachya är en myrtenväxtart som beskrevs av Mcvaugh. Eugenia pachystachya ingår i släktet Eugenia och familjen myrtenväxter. Inga underarter finns listade i Catalogue of Life.